# アマンダ・クロス
アマンダ・クロス（Amanda Cross, 1926年1月13日 - 2003年10月9日）はアメリカのミステリー作家。イギリス文学、フェミニズム文学の研究者。本名キャロライン・ハイルブラン（Carolyn Gold Heilbrun。

## 概要
アメリカ・ニュージャージー州生まれ、ニューヨーク育ち。
1947年にウェルズリー・カレッジを卒業し、1951年にコロンビア大学から修士を、1959年にPh.D.を取得。1960年からコロンビア大学に勤務し、1962年に助教授、1967年に准教授、1972年に教授となり、1992年に引退、名誉教授となった。
1964年以降、アマンダ・クロスのペンネームでミステリー小説を執筆する。当初は大学の終身在職権を得る障害になると考え、ペンネームを使って匿名で執筆していたが、1970年頃、事実上、公表した。

## 著書
アマンダ・クロス名義のミステリー小説のみ。
彼女の作り出した女探偵ケイト・ファンスラーは、ニューヨークの有名大学英文科の教授。まだ男性社会であった歴史ある大学に勤めた著者の経験が反映されているといえるだろう。

### 長編・単行本
- "In The Last Analysis" 1964年 - 河島弘美訳「精神分析殺人事件―プロフェッサーは女探偵」三省堂 1996年 ISBN 4-385-35710-2
- "The James Joyce Murder" 1967年 - 矢倉尚子訳「ジェイムズ・ジョイスの殺人」講談社 1988年
- "Poetic Justice" 1970年 - 畔柳和代訳「殺人の詩学―プロフェッサーは女探偵」三省堂 1996年 ISBN 4-385-35704-8
- "The Theban Mysteries" 1971年
- "The Question of Max" 1976年
- "Death in a Tenured Position" 1981年 - 瀧田佳子訳「ハーヴァードの女探偵―プロフェッサーは女探偵 」1996年 三省堂 ISBN 4-385-35706-4
- "Sweet Death, Kind Death" 1984年
- "No Word from Winifred" 1986年
- "A Trap for Fools" 1989年
- "The Players Come Again" 1990年
- "An Imperfect Spy" 1995年 - 杉山直子訳「インパーフェクト・スパイ―プロフェッサーは女探偵」三省堂 1996年 ISBN 4-385-35708-0
- "The Puzzled Heart" 1998年
- "Honest Doubt" 2000年
- "The Edge of Doom" 2002年

### 短編
- "Tania's No Where" -「ターニアが消えた」- ヤンウィレム・ヴァン・デ・ウェテリンク編「遠い国の犯罪」早川書房 1990年 ISBN 978-4150741648